# Sonnets luxurieux
Les Sonnets luxurieux (titre original en italien : Sonetti lussuriosi ou Sonetti sopra i sedici modi) sont un recueil de seize sonnets érotiques publiés en  1526  par le poète toscan Pierre l'Arétin.
Cette œuvre est indissociable du projet éditorial appelé I Modi publié originellement à Rome et elle fit la renommée de ce poète à cause de l'immense scandale qu'elle engendra.

## Présentation
Les seize sonnets de Pierre l'Arétin s'inspirent et tombent en regard des gravures érotiques de Marcantonio Raimondi d'après des dessins de Giulio Romano, publiées initialement en 1524 sous le titre I Modi (Les « façons » ou « positions ») ou Le 16 posizioni (« Les 16 postures »), qualifié par Pascal Pia de « Kamasutra de la Renaissance ».
Dans un contexte politique tendu — le sac de Rome par les armées de Charles-Quint a lieu en 1527 —, le recueil de gravures, puis le recueil des poèmes illustrés, sont interdits par la papauté : c'est ce que rapporte l'Arétin lui même dans son épitre dédicatoire rédigée depuis Venise, où il s'est réfugié après avoir échappé entre autres à une tentative d'assassinat, à Battista Zatti, médecin originaire de Brescia, le 11 décembre 1537 : « Après que j'eus obtenu du pape Clément la liberté de Marc-Antoine de Bologne, jeté en prison pour avoir gravé sur cuivre les XVI Postures, etc., il me prit fantaisie de voir ces figures [...], et, les ayant vues, je fus provoqué du même esprit qui avait poussé Jules Romain à les dessiner. De même que les poètes et les statuaires, anciens et modernes, se sont amusés parfois à écrire et à sculpter des choses lascives, pour se distraire, ainsi qu'en témoigne, dans le palais Chigi, ce Satyre de marbre qui essaye de violer un jeune garçon, je composai sur ces Postures les Sonnets de luxurieuse mémoire qui se voient au bas et que je vous dédie, à la barbe des Hypocrites, en me désespérant de la misérable opinion et de la chienne de coutume qui prohibent aux yeux ce qui les délecte le plus. Quel mal y a-t-il à voir un homme grimper sur une femme ? Les bêtes doivent-elles donc être plus libres que nous ? ». Cette lettre servit donc de préface-dédicace à une édition datant de 1537, au plus tôt. 
L'un des nombreux mystères qui entoure cette histoire est d'ordre technique : comment à cette époque réaliser un ouvrage qui combine gravures sur cuivre et texte composé, sans passer par un report et donc une double impression ? En 1929, le bibliophile Max Sander publie un article dans une revue allemande pour rendre compte d'une découverte sensationnelle, celle de l'édition de 1527, dont parlait l'Arétin dans une lettre au diplomate Cesare Fregoso datée de novembre de cette même année. Le découvreur n'était autre que l'antiquaire Walter Toscanini, le fils du célèbre chef d'orchestre. Max Sander constatait la chose suivante : cette édition comportait des gravures sur bois, qui étaient donc les réductions des cuivres originaux ; par ailleurs, l'ouvrage indiquait un lieu et une date : « Venise, 9 novembre 1527 ». La date de cette édition, qui ne comporte d'ailleurs que 14 poèmes et figures au lieu de 16, semble aujourd'hui remise en question et ramenée à une date postérieure à 1537,,. 
Il n'existe en effet à ce jour ni trace de l'édition des cuivres originaux de Raimondi composant I Modi (1524), ni de la première édition du recueil poétique illustré (1526-1527), qui, suppose-t-on, ont été détruites sur ordre du pape. Ces publications prennent place à Bologne ou Rome, villes situées dans les États pontificaux. La totalité de l'œuvre de l'Arétin étant mise à l’Index en 1558, l'ouvrage va circuler sous le manteau, et il est difficile de savoir combien  exactement il en existe de versions, copies, ou adaptations, et ce phénomène éditorial va durer jusqu'au XXe siècle. Les différentes éditions présentent un nombre variable de sonnets, et au texte original de l'Arétin se sont ajoutés des poèmes apocryphes.

## Thématique
Chaque sonnet met en scène une femme qui s'exprime à la première personne du singulier, et interpelle son compagnon. Elle loue ces prouesses sexuelles, le plaisir charnel, et décrit sans pudeur aucune diverses positions.
Analysant les sonnets, Caroline Fischer constate qu'« aucun lit ni divan ne soutient les amoureux dans leurs activités. Même les murs protecteurs d’une pièce ne les entourent pas. [...] Ce n'est pas un dialogue, mais un commentaire de la scène [en train de se jouer]. L'auteur [l'Arétin] pensait probablement que les deux acteurs étaient trop impliqués et trop essoufflés pour dire grand-chose dans le feu de l'action. Chaque sonnet s'adresse également et directement au spectateur et lui présente les avantages d'une relation amoureuse sans filtre, de sorte qu'il existe un lien particulièrement étroit entre l'image et le texte ».

## Organisation de l'ouvrage

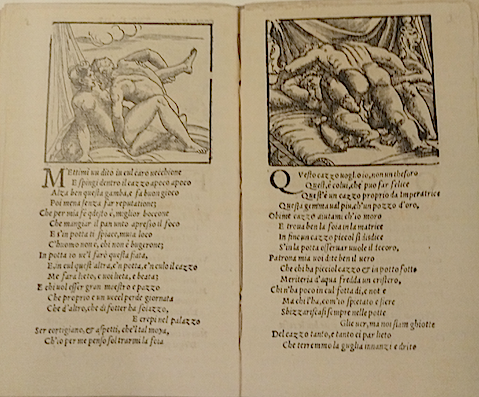
Postures 2 et 3 (bois gravés), accompagnées des poèmes idoines de l'Arétin : extrait de l'édition longtemps estimée la plus proche de celle de 1527, mais datant peut-être de 1555 (volume Toscanini, anc. collection Nordmann).

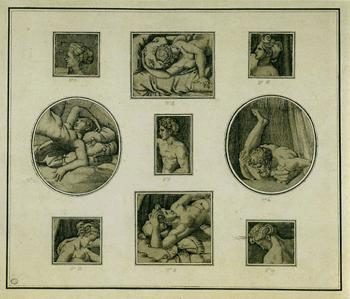
9 gravures sans doute extraites de I Modi vraisemblablement composées par Agostino Veneziano, et postérieures à 1537 (British Museum).

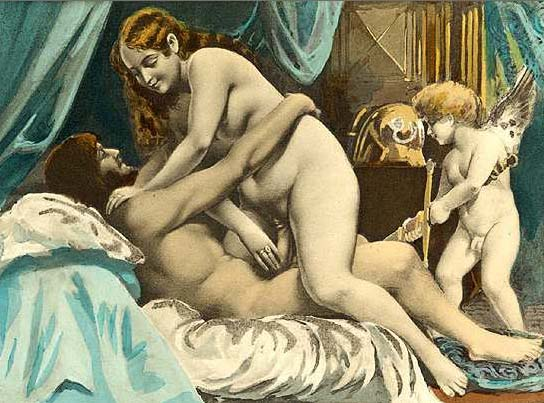
Illustration de Paul Avril pour une édition des Sonnets luxurieux (Paris, Charles Hirsch, vers 1906).

La structure du sonnet arétinien repose sur la forme classique de deux quatrains et deux tercets en alexandrins, aux rimes ABAB ABAB CDC DCD, mais s'y ajoutent un décrochement, sous la forme d'un vers de six pieds rimant avec celle en D, et deux alexandrins aux rimes nouvelles (E) ; ce faux tercet concluant chaque sonnet sous la forme d'une morale.
Aucun des seize poèmes numéroté ne comporte de titre. Ci-dessous, voici les seize premiers vers de chacun des sonnets, en italien, avec une traduction en français datant de 1882 :
1. Fottiamci, anima mia, fottiamci presto / Foutons-nous, mon âme, foutons-nous dare-dare
2. Mettimi un dito in cul, caro vecchione / Fourre-moi un doigt dans le cul, mon vieux chéri
3. Questo cazzo vogl'io, non un tesoro! / Je veux ce vit, et non un trésor !
4. Posami questa gamba in su la spalla / Pose-moi cette jambe par dessus mon épaule
5. Perch'io prov'or un sì solenne cazzo / Puisqu'à cette heure je tâte d'un si solennel vit
6. Tu m'hai il cazzo in la potta, e il cul mi vedi / Tu as mon vit dans ton con, tu me vois le cul
7. Ove il mettrete voi? Ditel' di grazia / Où le mettrez-vous, dites-le moi, de grâce
8. E saria pur una coglioneria / Ce serait vraiment une coïonnerie
9. Questo è pur un bel cazzo lungo e grosso / Voilà, certes, un beau vit, long et gros
10. Io 'l voglio in cul. - Tu mi perdonerai / Je le veux dans le cul — Pardonnez-moi
11. Apri le cosce, acciò ch'io vegga bene / Ouvre les cuisses, fainéant je voie
12. Marte, maledettissimo poltrone! / Mars, ô deux fois maudits fainéant !
13. Dammi la lingua, appunta i piedi al muro / Donne-moi la langue, appuie les pieds au mur
14. Non tirar, fottutello di Cupido / Petit drôle de Cupidon, ne tire pas
15. Il putto poppa, e poppa anche la potta / Le poupon tête, et le con tette aussi
16. Sta cheto bambin mio; ninna, ninna! / Ne cris pas, mon poupon ; dodo, dodo !

Dans le volume Toscanini (vers 1555), les deux derniers sonnets commencent ainsi (variantes) :
- 15. Miri ciascuno, a cui chiavando duole (proche du n° 11 suivant)
- 16. Tu pur a gambe in collo in cul me l'hai

La plupart des éditions ultérieures, ajoutent les sonnets suivants :
- Prodrome : Questo è un libro d'altro che Sonetti

1. Veduto avete le reliquie tutte
2. Madonna, dal polmone è vostro male
3. Dunque, ser Franco, il Papa fé davvero?
4. Morendo su le forche, un Ascolano
5. Per Europa godere, in bue cangiossi
6. Questo è un cazzo papal; se tu lo vuoi
7. Ohimè! la potta! crudel! che fai
8. Non più contrasto, orsù, tutto s'acchetti
9. Spectatori gentil, qui riguardate
10. Spingi e respingi e spingi ancora il cazzo
11. Miri ciascun di voi, ch'amando suole
12. Sta su, non mi far male; ohimè, sta su
13. Questi nostri sonetti fatti a cazzi

## Quelques éditions ultérieures
Des fragments de gravures, parfois découpées et toujours sans les textes, d'une édition postérieure, sont conservés au British Museum, et sont attribués à Agostino Veneziano ; il est aujourd'hui considéré comme douteux qu'ils datent de la fin des années 1530. Dans la longue préface à l'édition française d'Isidore Liseux (Paris, 1882), il est rapporté que Brantôme témoignait, avant 1614 donc, qu'en plein Paris, avait lieu un véritable trafic autour de ce recueil : « J'ai connu un bon imprimeur Vénitien à Paris, qui s'appelait messire Bernardo, parent de ce grand Aldus Manutius de Venise, qui tenait sa boutique en la rue Saint-Jacques, qui me dit et jura une fois qu'en moins d'un an il avait vendu plus de cinquante paires de livres de l'Arétin à force gens mariés et non mariés, et à des femmes dont il me nomma trois de par le monde, grandes, que je ne nommerai point, et les leur bailla à elles-mêmes, et très bien reliés, sous serment prêté qu'il n'en sonnerait mot, mais pourtant il me le dit ». 
Un siècle après la composition des sonnets, le texte circule donc clandestinement, et, sans aucun doute, pas seulement à Paris. On appelait « un Arétin » tout type de recueil accompagné de figures sexuelles, « qui s'était successivement grossi de quatre, puis de six estampes, sur lesquelles l'Arétin avait fait autant de sonnets, dont le nombre se trouvait ainsi porté à vingt-six ; les figures atteignirent plus tard celui de trente-six, que l'on nomma « les trente-six postures de l'Arétin ».
Avant la découverte du « volume Toscanini » (1928, cf. plus haut), un éditeur originaire de Dresde signalait en 1734 que circulait un petit volume sans lieu ni date, contenant les seuls sonnets imprimés seulement au recto de la page, et comprenant 23 feuillets. Plus tard, en 1844, Charles Nodier signale un « Aretino Pietro. Sonettilussuriosi, in Vinegia, 1556 », sans les gravures.